# Abdul Jalilul Jabbar
Abdul Jalilul Jabbar est le douzième sultan de Brunei. Il règne de 1659 à sa mort en 1660.